# Шорац, Павел Иванович
Павел Иванович Шорац (бел. Павел Іванавіч Шорац; род. 30 января 1998, Лида, Гродненская область) — белорусский футболист, защитник клуба «Лида».

## Карьера

### «Лида»
Футболом начал заниматься в лидской ДЮСШ, позже продолжив карьеру в местной «Лиде». В 2014 году футболист стал подтягиваться к матчам с основной командой клуба. Дебютировал за клуб 30 августа 2014 года в матче против гомельского «Локомотива», выйдя на замену на 89 минуте. Дебютный гол за клуб забил 1 августа 2015 года в матче Кубка Беларуси против «Сморгони». На протяжении сезонов футболист продолжил выступать с основной командой клуба, однако оставался преимущественно игроком замены.
В начале нового сезона 2017 года футболист начал чемпионат в роли одного из основных игроков клуба. Первый матч сыграл 8 апреля 2017 года против клуба «Смолевичи-СТИ», выйдя на поле в стартовом составе. Свой дебютный гол в Первой лиге забил 18 июля 2017 года в матче против «Слоним-2017». На протяжении всего сезона футболист оставался в клубе в роли ключевого защитника, также успев отличиться 4 забитыми голами.
Следующий сезон футболист также начал в составе лидского клуба, за первую половину сезона успев отличиться 2 забитыми голами. В июле 2018 года футболист покинул клуб. В августе 2018 года футболист перешёл в польский клуб «Можицко» из пятого дивизиона, где провёл также лишь половину сезона. В январе 2019 года футболист вернулся в «Лиду». В клубе футболист сразу же закрепился в роли основного защитника. В июле 2019 года стало известно, что футболист подпишет контракт с минским «Энергетиком-БГУ».

### «Энергетик-БГУ»
В августе 2019 года футболист официально присоединился к «Энергетику-БГУ». Дебютировал за клуб 3 августа 2019 года в матче Кубка Беларуси против «Ислочи», выйдя на поле в стартовом составе. Свой дебютный матч в Высшей лиге сыграл 16 августа 2019 года против «Гомеля», где футболист также вышел на поле в стартовом составе. Футболист быстро закрепился в основной команде клуба, чередуя матчи в стартовом составе и со скамейки запасных. Свой следующий сезон футболист начал как игрок скамейки запасных, лишь единожды за первую часть чемпионата сыграв за клуб.

### «Лида»
В июле 2020 года футболист на правах арендного соглашения присоединился к «Лиде». Первый матч за клуб сыграл 26 сентября 2020 года против  микашевичского «Гранита», выйдя на поле в стартовом составе. Своим первым забитым голом в сезоне за клуб отличился 19 октября 2020 года в матче против «Локомотива». По окончании срока арендного соглашения футболист покинул лидский клуб. Однако затем в апреле 2021 года футболист на полноценной основе вернулся в клуб, где сразу же стал основным игроком. В матче 19 июня 2021 года против бобруйской «Белшины» футболист отличился забитым дублем. Также по ходу сезона выводил команду на поле в роли капитана.
В следующем сезоне 2022 года футболист полноценно стал исполнять роль капитана в «Лиде». Первый матч в сезоне сыграл 16 апреля 2022 года против новополоцкого «Нафтана», выйдя на поле в стартовом составе. Первыми результативными действиями за клуб отличился 6 ноября 2022 года в матче против «Барановичей», забив свой первый в сезоне гол и отдав голевую передачу.  В сезоне 2023 года футболист перестал быть капитаном лидского клуба, однако продолжил выступать в роли ключевого центрального защитника.

## Международная карьера
В сентябре 2019 года вызывался в молодёжную сборную Беларуси для выступления в молодёжном чемпионате Европы против Португалии. За саму сборную так и не дебютировал, просидев весь матч на скамейке запасных.